# Сукіль (село)
Су́кі́ль — село в Україні, у Болехівській міській громаді Калуського району Івано-Франківської області. В селі проживає 475 осіб і налічується 174 господарства. Площа населеного пункту 115 га.

## Географія
Село розташоване на заході Івано-Франківщини, у межах Прикарпаття, на відстані 23 км від міста Болехова. Лежить у мальовничій гірській місцині серед гір Сколівських Бескидів, у долині річки Сукіль. Територія села поділяється на гірську та передгірну. Найбільша гора в околицях — Набивки 1225 м, з якої у сонячну погоду відкриваються широкі краєвиди. В селі та його околицях розташовані мальовничі Сукільські водоспади.

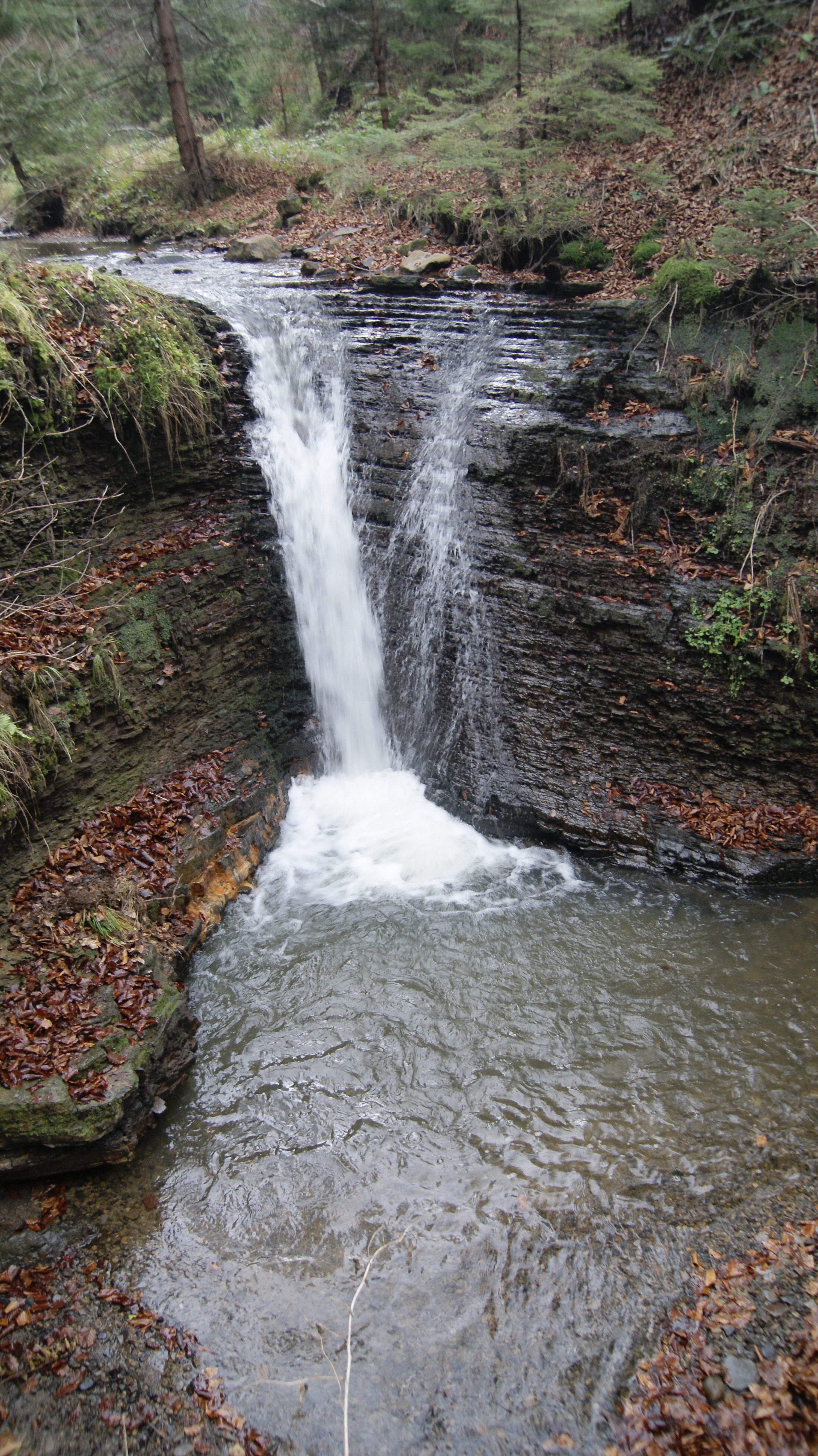
Водоспад Сукіль-Плайський Верхній
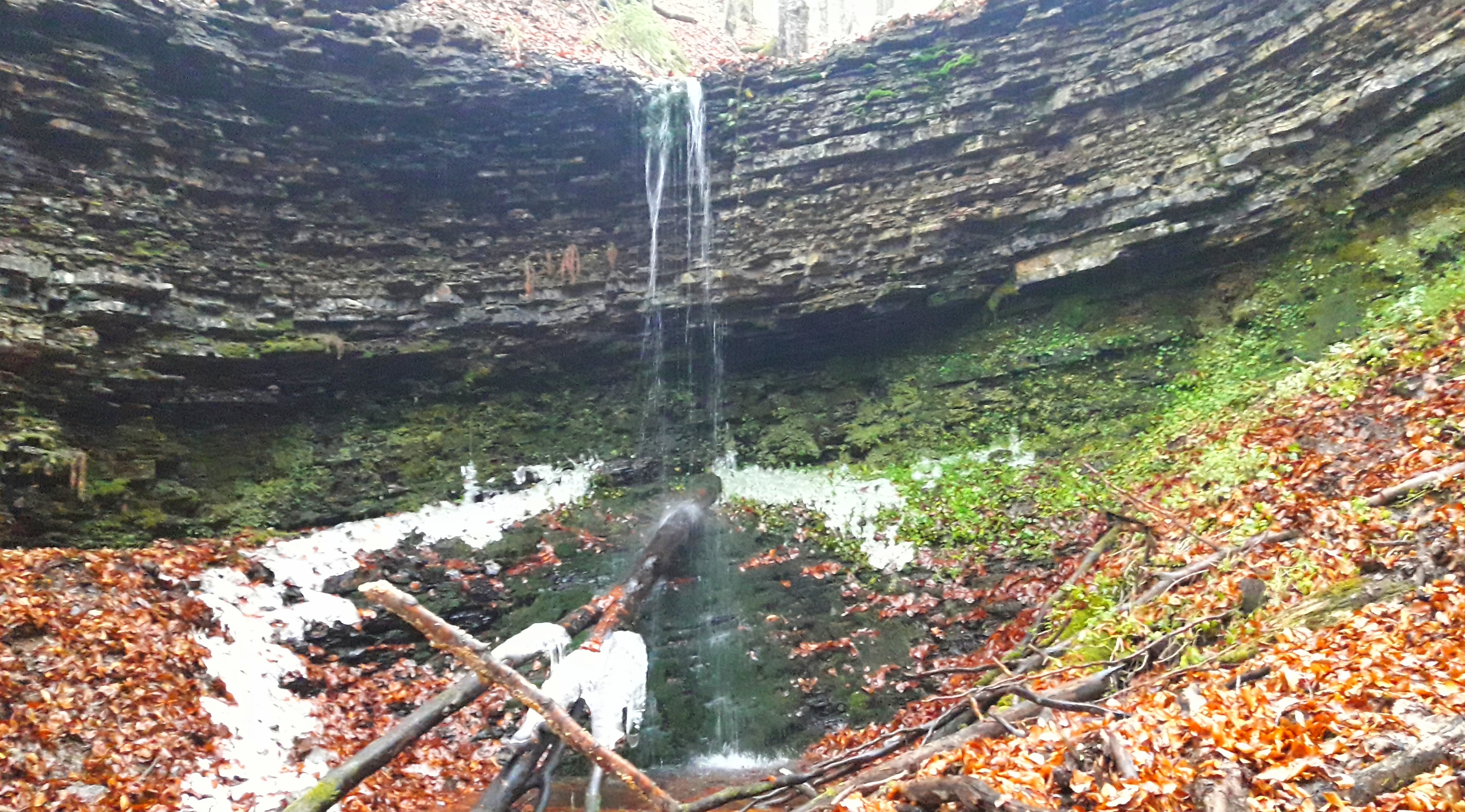
Водоспад Дика Баба
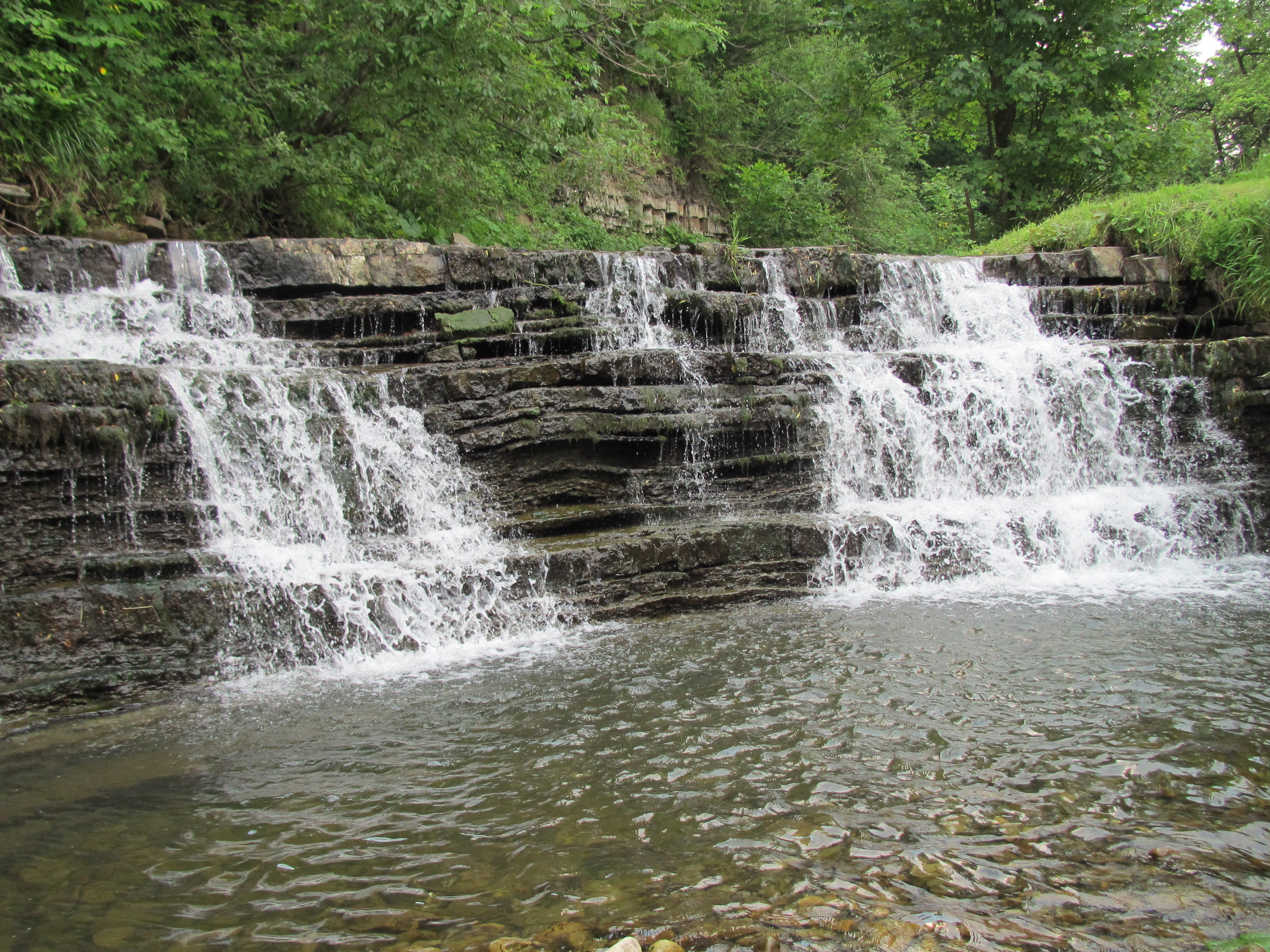
Водоспад Сукільський Нижній
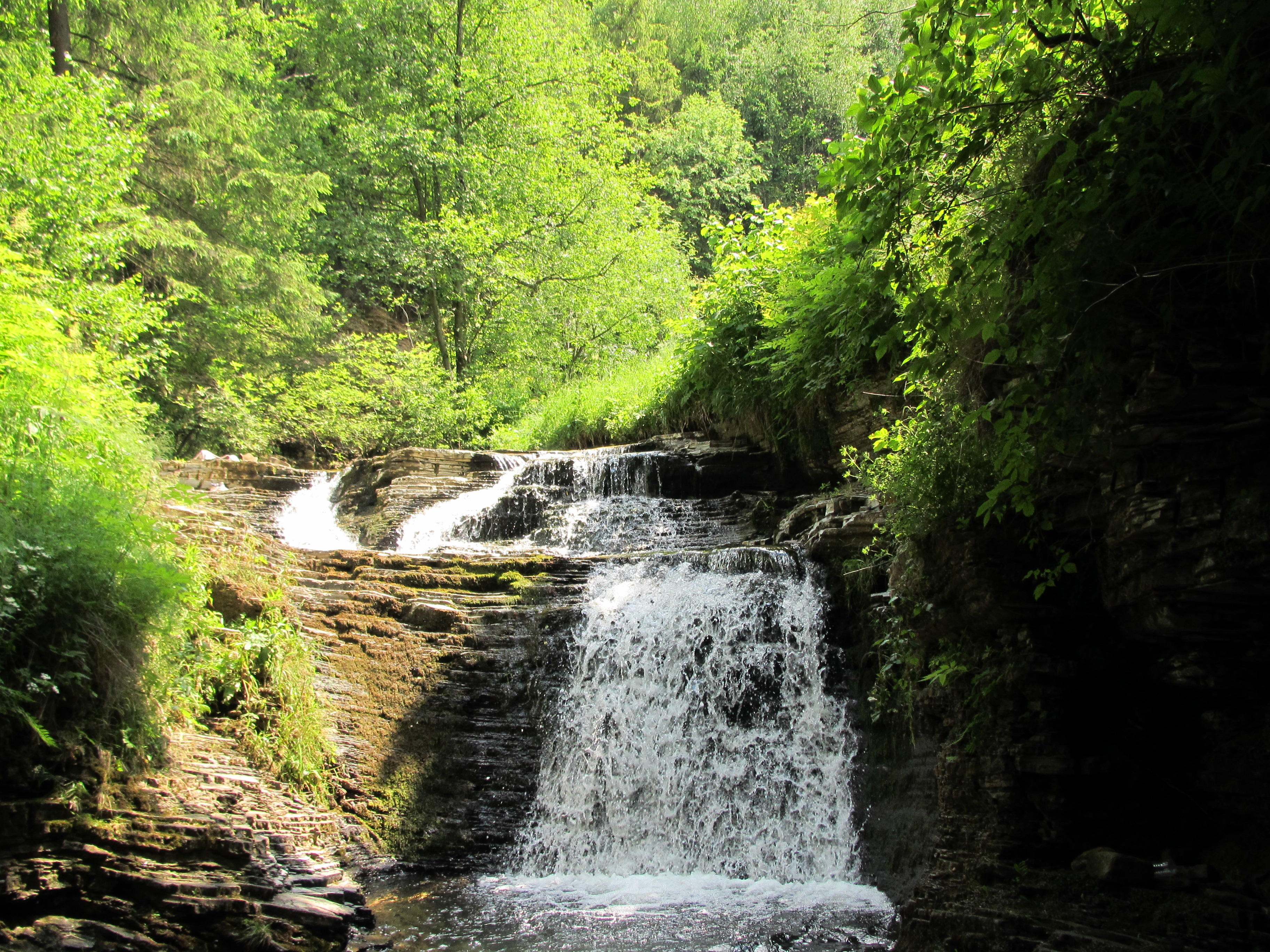
Водоспад Сукільський Верхній

## Назва
Існує декілька версій щодо походження назви Сукіль. За однією з них назва «сукіль» походить від татарських слів: «су» — вода, «кіль» — біжить.

## Історія
Перша письмова згадка про село датується 1587 роком. За переказами, у сиву давнину в селі було близько 900 осель.
У 1939 році в селі проживало 650 мешканців (645 українців і 5 євреїв).
Жителі села брали участь у двох світових війнах. В українській Галицькій Армії воювали Іванів П. О., Васютин І. Г., Мандрик В. О. 
За даними облуправління МГБ у 1949 р. у Болехівському районі підпілля ОУН найактивнішим було в селах Міжріччя, Тисів, Гориня й Сукіль.

## Лісництво
У селі є Сукільське лісництво Болехівського лісокомбінату. На території, підпорядкованій лісництву, розташовані природоохоронні території:
- Басарабка (заповідне урочище)
- Зелеменів (заповідне урочище)
- Набивки (пам'ятка природи)

## Соціальна сфера
- Початкова школа[4];
- Фельдшерсько-акушерський пункт.

## Пам'ятки
У селі є дерев'яна церква Святого Михаїла, збудована 1861 року — пам'ятка архітектури місцевого значення №746.

## Відомі люди
Загинули:
- Мельничин Микола Григорович — хорунжий УПА, заступник командира сотні в ТВ-14 «Асфальт», кур'єр ЗЧ ОУН. Лицар Золотого Хреста Бойової Заслуги 1-го кл.. Загинув поблизу села;
- Хомик Дмитро Михайлович — стрілець кур'єрської групи Проводу ОУН в Україні, яка доставила підпільну пошту за кордон до ЗП УГВР (10.09.-1.12.1949). Лицар Золотого Хреста Бойової Заслуги 2-го кл.. Загинув поблизу села;
- Микола Березюк «Морозенко» — командир сотні УПА «Хорти».

## Джерело
- Сукіль-Болехів [Архівовано 28 квітня 2014 у Wayback Machine.]
- Село Сукіль: карта вулиць, фото, опис

| Україна | Це незавершена стаття з географії України. Ви можете допомогти проєкту, виправивши або дописавши її. |